# Anatoli Gusseinowitsch Nagijew
Anatoli Gusseinowitsch Nagijew (* 26. Januar 1958 in Angarsk; † 28. Oktober 1981 in Nowotscherkassk) war ein sowjetischer Serienmörder.

## Leben
Anatoli Nagijew wurde als eines von insgesamt drei Kindern geboren. Als er fünf Jahre alt war, zog die Familie nach Sudscha, 100 Kilometer südwestlich der russischen Großstadt Kursk. Um etwa diese Zeit verließ der Vater die Familie.
Über Nagijews Kindheit und Jugend ist nur wenig bekannt. Er lief mehrmals von zu Hause weg und erbrachte in der Internatsschule, in die ihn seine Mutter schickte, nur mangelhafte Leistungen. Er war allerdings ein sportlicher Mensch, der zudem Probleme und Konflikte mit den Fäusten zu lösen versuchte. Obwohl er ein attraktives Erscheinungsbild hatte, fiel es ihm schwer, Kontakt zu Mädchen zu knüpfen. Vermutlich hatte er wegen seiner geringen Körpergröße tiefe innere Komplexe. Die Angaben reichen von 157 Zentimetern bis hin zu 165 Zentimeter, die er selbst als Erwachsener nie überschritt.
Seine erste Straftat beging Nagijew im Mai 1975, im Alter von erst 17 Jahren. Er hatte sich in eine Laborantin an seiner Schule verliebt, die jedoch ihm keine Sympathien und Liebe entgegenbrachte. Schließlich fiel er über die junge Frau her und zwang sie zum Geschlechtsverkehr. Da das Mädchen Furcht hatte, zur Polizei zu gehen, blieb die Tat ungesühnt. Es sollte sich jedoch als schwerer Fehler herausstellen, da Nagijew nun davon ausging, er könne ohne Konsequenzen Frauen missbrauchen. Nur einen Monat später, im Juni 1975, fiel er erneut über eine Frau her. Diese Frau ging ebenfalls aus Angst nicht zur Polizei. Erst als Nagijew wenige Tage später ein drittes Mädchen, eine ehemalige Klassenkameradin missbrauchte, ging diese zur Polizei. Nagijew wurde nun der Prozess gemacht und er wurde zu einer Freiheitsstrafe von sechs Jahren verurteilt.
Nagijew wurde in ein Zwangsarbeitslager in der damaligen Autonomen Sozialistischen Sowjetrepublik der Komi deportiert. Während Nagijew gegenüber seinen Mitgefangenen ein eher gewalttätiges Auftreten an den Tag legte, um so Ruhe vor Übergriffen zu haben, behandelte er die Gefängnisaufseher mit dem ihnen gebührenden Respekt. Während seiner Zeit im Gefängnis hörte er im Radio Lieder der damals noch weitgehenden unbekannten Sängerin Alla Pugatschowa, die später, im Jahr 1997, Russland beim Eurovision Song Contest vertreten sollte. Nagijew verliebte sich in die Stimme und in weiterer Folge auch die Künstlerin, die er treffen wollte. Sollte sie seine Avancen zurückweisen, plante er die Entführung der Sängerin.
Anfang 1979 wurde Nagijew nach vier Jahren schwerem Kerkers wegen guter Führung in ein Resozialisierungsprogramm aufgenommen. Er zog in ein kleines Dorf, 46 Kilometer von Petschora entfernt, wo er begann, als Holzfäller seinen Lebensunterhalt zu verdienen.
Am 30. Januar 1979 fuhr er mit dem Zug nach Petschora. Auf dem Bahnhof begegnete er Olga Demyanenko, einer Frau, die ihn optisch an Alla Pugatschowa erinnerte. Er sprach sie an, zwischen den beiden entwickelte sich ein freundliches Gespräch. Plötzlich zückte Nagijew ein Messer und stach 30 Male zu. Danach verging er sich an der sterbenden Frau.
Seine nächste Straftat beging er drei Monate später, am 28. Mai 1979. Wiederum fuhr er mit dem Zug nach Petschora. Da er nicht genug Geld bei sich hatte, bestach er den Schaffner, so dass er gratis das Transportmittel benutzen konnte. Im Abteil lernte er Daria Kravchenko kennen, eine Buchhalterin, die für die Stadtverwaltung der Stadt Sosnogorsk tätig war. Wiederum erinnerte ihn die Frau an Alla Pugatschowa. Da das Abteil beinahe leer war, bot er der Frau an, die verbleibenden 30 Minuten der Zugfahrt mit ihm zu schlafen. Doch Kravchenko wies ihn schroff zurück. Plötzlich zückte der „Wahnsinnige“, wie er später in den Medien oft bezeichnet wurde, ein Messer und stach zu. Die Frau erlag ihren Verletzungen. Mit dem Goldschmuck des Opfers in seinem Besitz verließ Nagijew den Tatort. Die Leiche versteckte er zuvor in einem Gepäckfach. Erst Stunden später wurde die Leiche entdeckt. Da der Schaffner befürchtete, er könne belangt werden, weil er vom mutmaßlichen Mörder bestochen wurde, behielt er Informationen zum Täter für sich.
Im November 1979 wurde Nagijew endgültig aus der Haft entlassen. Er zog zurück nach Sudscha, wo er einen Job als fahrender Filmvorführer fand. Mit einer Leinwand und verschiedenen Filmen im Angebot reiste er von Stadt zu Stadt. Dabei fiel er über mehrere Frauen her und vergewaltigte sie, ließ sie jedoch am Leben. Die Ermittler konnten später herausfinden, dass Nagijew mindestens 30 Frauen in einem Zeitraum von etwa zehn Monaten, von November 1979 bis September 1980, missbrauchte.
Anfang Juli 1980 fasste er den Plan, nun endlich Alla Pugatschowa zu treffen, den Musikstar, in den er sich verliebt hatte. Am 4. Juli bestieg er den Zug nach Moskau. Wiederum konnte er eine Schaffnerin bestechen, ihn ohne gültige Fahrkarte den Zug benutzen zu lassen. Das Aussehen der Schaffnerin erinnerte ihn erneut an Alla Pugatschowa. Er bot der Zugbegleiterin an, mit ihm zu schlafen, was die Frau brüsk ablehnte. Wieder griff er zum Messer und stach zu. Eine Kollegin der Schaffnerin, die zufällig die Schreie hörte, und der Frau zu Hilfe kommen wollte, wurde dabei von Nagijew ebenfalls mit einem Messer getötet. Nagijews Blutdurst war noch nicht befriedigt, und er begann andere Zugabteile nach potenziellen Opfern zu durchsuchen. Dabei traf er auf die beiden Fahrgäste Maria Lopatkina und Tatiana Kolesnikova, die Nagijew ebenfalls mit seinem Messer ermordete. Danach nahm er den Schmuck seiner Opfer an sich, und begann, in der Nähe der Stadt Orjol die Toten aus dem Fenster des fahrenden Zugs zu werfen. Nagijew gelang es, bei der nächsten Bahnstation den Zug zu verlassen.
Die Polizei verdächtigte zunächst den Elektriker des Zugs, der jedoch in einem abgeriegelten Abteil geschlafen hatte und nichts vom Vierfachmord mitbekommen hatte. Da sie der Öffentlichkeit unbedingt einen Tatverdächtigen präsentieren wollte, schreckten die Ermittler auch nicht davor zurück, die Stiefel des Elektrikers in das Blut der Opfer zu tränken. Erst als dieser als Entlastungszeugen den Zugführer nannte, der wusste, einen blinden Passagier an Bord gehabt zu haben, mussten die Polizisten feststellen, den falschen Tatverdächtigen zu haben.
Nagijew hatte in der Zwischenzeit Moskau erreicht. Hier konnte er bald herausfinden, wo Alla Pugatschowa lebte. Bei einer ihrer Aufführungen gelang es ihm, eines Tages sogar bis in deren leere Garderobe zu kommen, wurde jedoch von der Security hinausgeworfen. Wenige Tage später gelang es ihm, Pugatschowa bis zu deren Hotel zu folgen, doch der Portier des Hotels verhinderte, dass Nagijew in die Nähe des Zimmers der Sängerin gelang.
Enttäuscht und desillusioniert kehrte Nagijew nach Sudscha zurück. Dann beging er jedoch den Fehler, der ihm schließlich zum Verhängnis wurde. Während er einen Teil des Schmucks seiner Opfer versteckte, schenkte er einen seltenen Diamantring einem 25-jährigen Bekannten, der mit ihm im kleinen Dorf nahe Petschora gelebt hatte. Dieser steckte den Ring an seinen Finger. Als er den Ring eines Tages abnehmen wollte, stellte er fest, dass sein Finger geschwollen war. Der Mann ging zu einem Juwelier, um den Ring wenn nötig auch mit einer Säge von seinem Finger zu entfernen. Doch die Polizei hatte Details der Beute, darunter auch jene jenes Rings an Juweliere und Pfandhäuser der Umgebung gesandt. Der Juwelier erkannte augenblicklich den Ring als Beute des Raubmordes. Über Nagijews Bekannten konnte die Polizei nun den Täter herausfinden. Am 12. September 1980 wurde Nagijew in der heute zur Ukraine gehörenden Stadt Dnipro verhaftet.
Bei den Verhören bestritt Nagijew jede der Taten, die ihm zur Last gelegt wurden, und gebärdete sich als wild und aggressiv. Ein Zellengenosse verlor in Anwesenheit des „Wahnsinnigen“ ein Auge, ein weiterer wurde beinahe zum Invaliden geschlagen. Nagijew wurde in ein Gefängnis nach Orjol gebracht. Anfang 1981 wagte er einen Gefängnisausbruch, da er bemerkte, dass ein Fenster im ersten Stock des Verhörtraktes nicht vergittert war. Es gelang ihm, zunächst die Handschellen zu sprengen und seine Bewacher zu Boden zu stoßen. Dann sprang er aus dem Fenster. Dabei zog er sich eine leichte Rückenverletzung zu. Nagijew wurde gefasst und in seine Zelle zurückgebracht.
Danach wurde er in ein Gefängnis der maximalen Sicherheitsstufe nach Kursk gebracht, wo er in Einzelhaft gesteckt wurde. Hier begann er sämtliche Taten, die ihm zur Last gelegt wurden, zu gestehen, darunter auch sein Stalking der Sängerin Alla Pugatschowa. Weitere Fluchtversuche scheiterten; im Juni 1981 verübte er einen Suizidversuch, in dem er einen Aluminiumlöffel mit voller Wucht in seinen Bauch rammte.
Der Prozess fand im Frühsommer 1981 vor dem Regionalgericht in Kursk statt. Vor Gericht beschimpfte er Richter und Staatsanwälte und schüchterte, zum Teil auch tätlich, die Zeugen ein. Wegen sechsfachen Mordes wurde Nagijew am 2. Juli 1981 zum Tod durch ein Erschießungskommando verurteilt. Obwohl er versucht hatte, sich als geisteskrank darzustellen, maßen die Psychiater dem keine Bedeutung bei. Nagijew war bei den Taten ihrer Meinung nach zurechnungsfähig.
Am 19. August 1981 wurde er mit anderen Strafgefangenen mit einem Zug ins Gefängnis nach Nowotscherkassk deportiert, wo das Urteil vollstreckt werden sollte. Bei der Ankunft in Nowotscherkassk war es bereits spät in der Nacht. Die Wärter hatten es eilig, die Gefangenen ins Gefängnis zu bringen. In der Eile passierte einem übermüdeten Wärter ein grober Fehler, als er Nagijews Hände nicht hinter dem Rücken, sondern hinter dem Kopf mit einer Handschelle fixierte. Nagijew wartete eine günstige Gelegenheit ab, wartete, dass ein Güterzug das Gleis parallel zum Gefangenenzug passierte, und lief danach vor dem Güterzug in die Dunkelheit. Die anschließende Flucht von Nagijew dauerte über einen Monat lang. Unter der Aufsicht des sowjetischen Innenministers Nikolai Schtscholokow fand eine beispiellose Großfahndung nach Nagijew statt, auch mit Hilfe der Militärluftfahrt. Bahnhöfe und Städte wurden durchkämmt, Wälder nach ihm abgesucht. Die Familie und Bekannten Nagijews wurden rund um die Uhr observiert. Die Polizisten erhielten die Anordnung, bei Auffinden des Gefangenen unmittelbar von der Waffe Gebrauch zu machen.
Nagijew gelang es, sich bis zu einem Bauernhof in der Nähe von Rostow am Don durchzukämpfen, von dem er wusste, dass dort eine Bekannte von ihm lebte. Hier konnte er zunächst Unterschlupf finden. Die meiste Zeit verbrachte er in einer kleinen Mulde im Boden unter einem Heuhaufen. Doch die Anwohner fanden den Fremden zusehends furchteinflößend und verständigten bald darauf die Polizei. Diese rückten daraufhin am 29. September 1981 mit dutzenden Beamten an und legten sich in der Nähe des Bauernhofs auf die Lauer. Als Nagijew die Beamten bemerkte, versuchte er zu fliehen. Als er jedoch keine Möglichkeit mehr sah, zu entkommen, griff er einen Polizisten mit einer Axt an. Die Polizisten eröffneten daraufhin das Feuer. Die Polizisten konnten mit vereinten Kräften den schwer verletzten Nagijew festnehmen. Da die Ärzte dem hippokratischen Eid verpflichtet waren, mussten sie ihm das Leben retten, wohl wissend, dass er nur wenige Tage später exekutiert werden würde.
Nagijew versuchte bereits, kurz nachdem er aus der Narkose erwacht war, Wärter und Krankenschwester anzugreifen. Dadurch hoffte er, einen neuen Prozess zu bekommen, um auf diese Weise sein Leben zu verlängern. Diese Hoffnungen erfüllten sich nicht. Am 28. Oktober 1981 wurde Nagijew, der noch immer stark geschwächt war, aber stabil genug um sein Urteil entgegenzunehmen, im Alter von 23 Jahren im Gefängnis Nowotscherkassk durch ein Erschießungskommando hingerichtet.